# Nematizid
Nematizide sind Pestizide zur Abtötung von Fadenwürmern (Nematoden) und anderen im Boden lebenden Schädlingen.
Zu den Nematiziden gehören Pflanzenschutzmittel aus unterschiedlichen chemischen Gruppen. Vor allem kurzkettigen Brom- und Chlorkohlenwasserstoffe und Dithiocarbamate sind von Bedeutung. Um wirken zu können, müssen sie gut im Boden verteilt werden. Daher benutzt man meist Begasungsmittel oder in Wasser lösliche Substanzen. Eine Reihe von Nematiziden sind auch gegen Insekten und Pilze wirksam.
Klassische Nematizide sind:
| Wirkstoff                     | Handelsname |
| ----------------------------- | ----------- |
| Dichlorpropan + Dichlorpropen | Shell DD    |
| Methylisothiocyanat (MIC)     | Trapex      |
| Metam-Natrium                 | Vapam       |
| Dazomet                       | Basamid     |
| Methylbromid                  | Terabol     |

In Amerika wurde auch 1,2-Dibrom-3-chlorpropan (Nemagon) eingesetzt. In Deutschland sind heute keine Bodenbegasungsmittel mehr zugelassen.
So müssen die chemischen Nematizide durch biologische oder thermische Verfahren wie Dämpfen mit Heißdampf ersetzt werden.